# ماداگاسکار

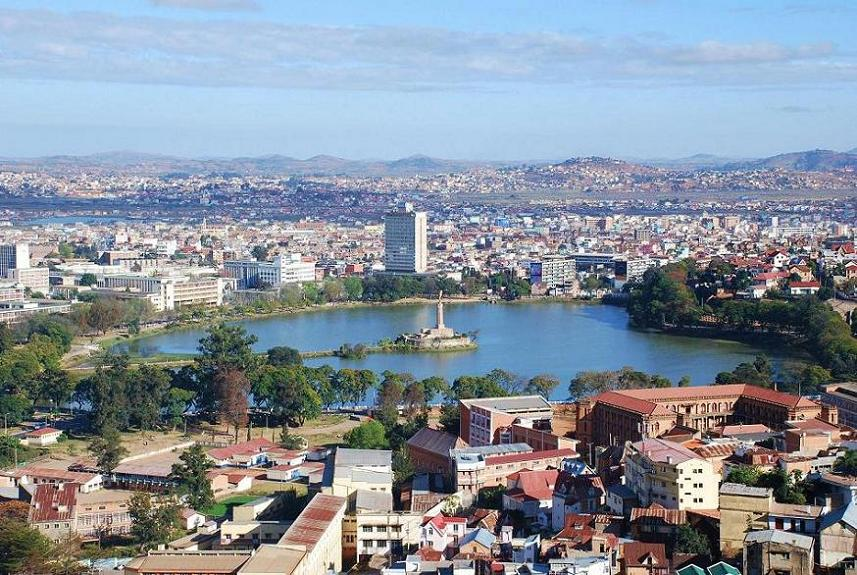
تصویری از آنتاناناریوو پایتخت ماداگاسکار

ماداگاسکار با نام رسمی جمهوری ماداگاسکار یا جمهوری چهارم ماداگاسکار، کشور جزیره‌ای در اقیانوس هند است که تقریباً ۴۰۰ کیلومتر (۲۵۰ مایل) از ساحل شرق آفریقا در سراسر کانال موزامبیک قرار دارد. ماداگاسکار با ۵۹۲۸۰۰ کیلومتر مربع (۲۲۸۹۰۰ مایل مربع) دومین کشور جزیره ای جهان پس از اندونزی است. این کشور از جزیره ماداگاسکار (چهارمین جزیره بزرگ جهان) و چندین جزیره کوچکتر پیرامونی تشکیل شده‌است.
پس از فروپاشی ابرقاره گوندوانا در ماقبل تاریخ، ماداگاسکار حدود ۸۸ میلیون سال پیش از شبه قاره هند جدا شد و به گیاهان و حیوانات بومی اجازه داد تا در انزوای نسبی تکامل یابند. در نتیجه، ماداگاسکار کانون تنوع زیستی است. بیش از ۹۰ درصد از حیات وحش آن در هیچ‌کجای زمین یافت نمی‌شود. اکوسیستم‌های متنوع و حیات وحش منحصر به فرد جزیره به دلیل رشد جمعیت انسان و سایر تهدیدات زیست‌محیطی تهدید می‌شود. سکونت انسان در ماداگاسکار در طول یا قبل از اواسط هزاره اول پس از میلاد توسط مردم آسترونزی آغاز شد که با قایق‌های بازویی از اندونزی امروزی وارد ماداگاسکار شدند. در قرن نهم پس از میلاد، مهاجران بانتو که از شرق آفریقا از کانال موزامبیک عبور می‌کردند، به آنها پیوستند. گروه‌های دیگر به مرور زمان در ماداگاسکار مستقر شدند و هر کدام کمک‌های ماندگاری به زندگی فرهنگی مالاگاسی کردند. گروه قومی مالاگاسی اغلب به ۱۸ زیر گروه یا بیشتر تقسیم می‌شود که بزرگ‌ترین آنها مرینا در ارتفاعات مرکزی است. تا اواخر قرن هجدهم، جزیره ماداگاسکار توسط مجموعه ای متفرقه از اتحادهای سیاسی-اجتماعی در حال تغییر اداره می‌شده‌است. از اوایل سده نوزدهم، بیشتر مردم جزیره متحد شدند و از پادشاهی ماداگاسکار که توسط یک سری از اشراف مرینا بنیانگزاری شد، تبعیت کردند. سلطنت در ماداگاسکار سال ۱۸۹۷ با حمله امپراتوری استعماری فرانسه به پایان رسید. ماداگاسکار در سال ۱۹۶۰ استقلال یافت. از آن زمان، کشور خودمختار ماداگاسکار چهار دوره اصلی مشروطه و جمهوری را پشت سر گذاشته‌است. از سال ۱۹۹۲، این کشور رسماً به عنوان یک دموکراسی مبتنی بر قانون اساسی با پایتختی آنتاناناریوو اداره می‌شود. با این حال، در یک بحران سیاسی در سال ۲۰۰۹، رئیس‌جمهور مارک راوالومانانا مجبور به استعفا شد و قدرت ریاست جمهوری در مارس ۲۰۰۹ به آندری راجولینا منتقل شد. حکومت قانون اساسی در ژانویه ۲۰۱۴ احیا شد، زمانی که هری راجاوناریمپیانینا پس از انتخابات ۲۰۱۳ به عنوان رئیس‌جمهور منصوب شد که جامعه بین‌المللی آن را منصفانه و شفاف تشخیص داد. ماداگاسکار عضو سازمان ملل متحد، اتحادیه آفریقا (AU)، جامعه توسعه آفریقای جنوبی (SADC) و سازمان بین‌المللی فرانکوفونی است. طبق گزارش سازمان ملل، ماداگاسکار به گروه کشورهای کمتر توسعه یافته تعلق دارد. زبان مالاگاسی و فرانسوی هر دو زبان رسمی این کشور هستند. اکثریت جمعیت به مسیحیت، باورهای سنتی یا ادغام هر دو پایبند هستند. اکوتوریسم و کشاورزی، همراه با سرمایه‌گذاری بیشتر در آموزش، بهداشت، و شرکت خصوصی، عناصر کلیدی استراتژی توسعه ماداگاسکار هستند. در دوران راوالومانانا، این سرمایه‌گذاری‌ها باعث رشد اقتصادی قابل توجهی شد، اما مزایا به‌طور مساوی در سراسر کشور پخش نشد و تنش‌هایی را بر سر افزایش هزینه زندگی و کاهش استانداردهای زندگی در میان اقشار فقیر و برخی از اقشار طبقه متوسط ایجاد کرد. از سال ۲۰۱۷، اقتصاد به دلیل بحران سیاسی ۲۰۰۹–۲۰۱۳ ضعیف شده‌است و کیفیت زندگی برای اکثریت جمعیت ماداگاسکار پایین است.
حدود ۹۰٪ از گونه‌های گیاهی و جانوری ماداگاسکار فقط در این جزیره زندگی می‌کنند.

## تاریخ
تاریخ نخستین نشستگاه انسانی در ماداگاسکار احتمالاً به سده چهارم پیش از میلاد می‌رسد. ماداگاسکار از سال ۱۸۹۶ (میلادی) از جمله مستعمرات امپراتوری فرانسه بوده‌است، این کشور در روز ۲۶ ژوئن ۱۹۶۰ به عنوان «جمهوری مالاگاسی» از فرانسه اعلام استقلال کرد، در ادامه و در سال ۱۹۷۵ نام این کشور به «جمهوری دموکراتیک ماداگاسکار» تغییر کرد.
هستهٔ جمعیت ماداگاسکار که مالاگاسی نامیده می‌شوند ترکیبی از تیره‌های بانتو زبان آفریقا، عرب‌ها و مالایایی‌ها دانسته می‌شوند که این دو دسته اخیر در پی سفرهای بازرگانی دریایی به این جزیره رسیده و در آن نشیمن گزیدند. مالایایی نام همگانی تیره‌های منطقهٔ هند شرقی (مالزی، فیلیپین و اندونزی) هستند که از آنجا در سراسر آسیای جنوب شرقی و جزیره‌های اقیانوس آرام پراکنده شدند.

## سیاست

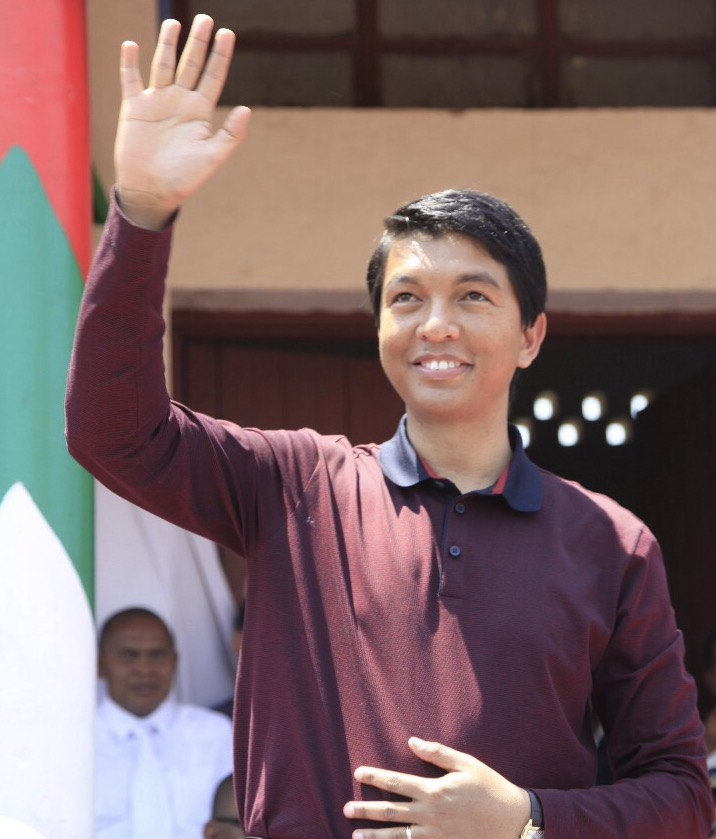
آندری راژولینا رئیس جمهور ماداگاسکار

در سال ۱۹۷۶ دیدیه راتسیراکا رئیس‌جمهور ماداگاسکار شد و حکومتی به نام پیشگام انقلاب ماداگاسکار را به عنوان تنها حزب در این کشور برقرار کرد. فعالیت احزاب سیاسی در سال ۱۹۹۰ در ماداگاسکار به رسمیت شناخته شد.
در سال ۱۹۹۳ آلبرت زافی رهبر قوای جاوید که حزبی به نام جنبش پیش دموکراسی نیز تشکیل داده بود رئیس‌جمهور شد. فرانسوا راوونی از همین حزب نیز در سال ۱۹۹۳ نخست‌وزیر شد. در سال ۲۰۰۲ مارک راوالومانانا به سمت رئیس‌جمهور و در همین سال ژاک سیلا به عنوان نخست‌وزیر ماداگاسکار انتخاب شدند.
اندری راجولینا، شهردار پیشین پایتخت، وی را متهم کرد که ثروت‌های کشور را به شرکت‌های خارجی می‌دهد و اختلاف میان دو طرف شدت پیدا کرد. راجولینا، رئیس‌جمهور ماداگاسکار را دیکتاتور خطاب کرد و رهبری مخالفان را بر عهده گرفت، در تظاهراتی که مخالفان بر ضد راوالومانانا برگزار کردند، بیش از صد نفر کشته شدند و راوالومانانا با بحران سیاسی شدیدی روبرو شد. رئیس‌جمهور ماداگاسکار به تدریج حمایت ارتش را از دست داد و در تاریخ ۱۷ مارس ۲۰۰۹ اختیارات و مسئولیت‌های خود را به یک هیئت نظامی واگذار کرد، این هیئت نیز بلافاصله قدرت را به راجولینا که رهبر جناح مخالف بود، واگذار کرد.
از آن زمان تا چندین سال به رغم میانجیگری مجامع بین‌المللی و توافقنامه ماپوتو، ماداگاسکار همچنان درگیر بحران بود و دولت انتقالی تشکیل نشده‌بود.
در سال‌های بعد چهار گروه سیاسی اصلی ماداگاسکار توانستند بر سر تقسیم قدرت در دوره انتقالی که به برگزاری انتخابات در سال ۲۰۱۰ منتهی می‌شد، به توافق برسند. بر پایه این توافق قرار شد رئیس‌جمهور، دو معاون رئیس‌جمهور، نخست‌وزیر و اعضای کابینه دولت وحدت ملی به صورت توافقی انتخاب شوند. رهبران چهار گروه سیاسی ماداگاسکار آندره راجولینا، رئیس‌جمهور ماداگاسکار و مارک راوالومانانا و دیدیه راتریسکا و آلبرت زافی، سه رئیس‌جمهور پیشین این کشور هستند که به این توافق رسیده‌اند.

## جغرافیا
جمهوری دموکراتیک ماداگاسکار جزیره‌ای است واقع در جنوب شرق آفریقا، در میان آب‌های اقیانوس هند، شرق موزامبیک، پایتخت این کشور شهر آنتاناناریوو با ،۱٬۴۰۳٬۰۰۰ نفر می‌باشد. مساحت ماداگاسکار ۵۸۷٬۰۰۰ کیلومتر مربع و جمعیت آن حدود ۲۷/۵ میلیون نفر است.
از شهرهای مهم ماداگاسکار می‌توان به، تواماسینا (۲۰۶٬۰۰۰ نفر)، آنتسیرابه (۱۸۶٬۰۰۰ نفر)، فینارانتسوا (۱۶۷٬۰۰۰ نفر) و ماهاجانگا (۱۵۴٬۰۰۰ نفر) اشاره کرد.
ماداگاسکار چهارمین جزیره بزرگ جهان است. تجزیه ابرقاره گندوانا در حدود ۱۳۵ میلیون سال پیش بخشی از خشکی که ماداگاسکار جزئی از آن بود را از خشکی پیوسته آفریقا-آمریکای جنوبی جدا کرد. ماداگاسکار بعدها یعنی در حدود ۸۸ میلیون سال پیش از هند جدا شد و این باعث شد که گیاهان و جانوران ماداگاسکار در انزوا به فرگشت خود ادامه بدهند.
در امتداد کرانه شرقی ماداگاسکار سرازیری تندی دیده می‌شود که بیشتر جنگل‌های گرمسیری باقی‌مانده در زمین‌های پست این جزیره در این محدوده قرار دارند. در غرب این سرازیری‌ها و در مرکز جزیره، فلاتی قرار دارد که ارتفاع آن بین ۷۵۰ تا ۱۵۰۰ متر بالاتر از سطح دریاست. این مرتفعات مرکزی که به‌طور سنتی زادبوم قوم مرینا بوده‌است متراکم‌ترین منطقه ماداگاسکار از نظر جمعیت است و پایتخت کشور هم که کانون تاریخی قوم مرینا بوده‌است، در همین فلات واقع شده‌است.
ویژگی این فلات مرکزی وجود دره‌های شامل شالیزارهای مطبق است که بین تپه‌های پرعلف و تکه‌هایی از جنگل واقع شده‌اند. اراضی واقع در غرب فلات مرتفع مرکزی به تدریج خشک‌تر شده و سرانجام به کانال موزامبیک و باتلاق‌های جنگلی حرا در امتداد ساحل ختم می‌شوند.

### بوم‌شناسی

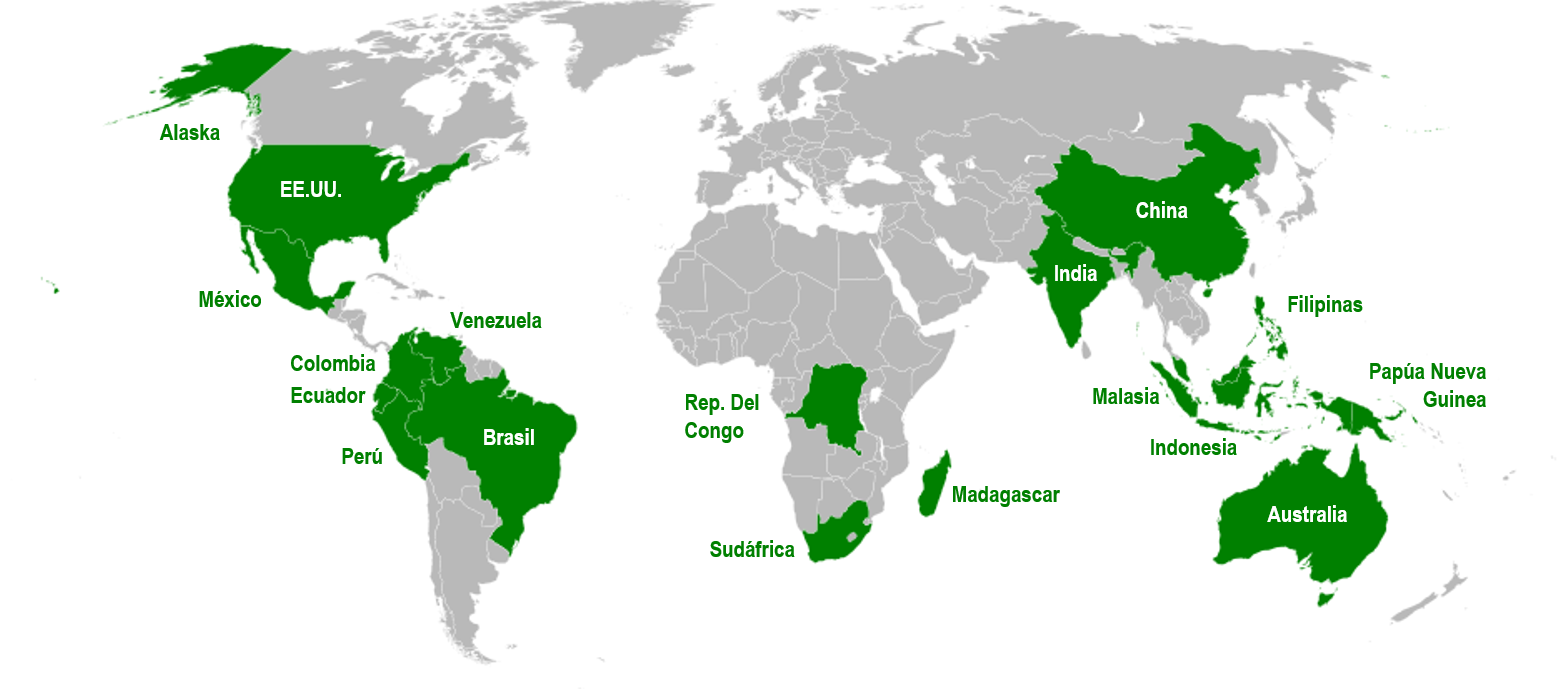
ماداگاسکار جزو کشورهای دارای تنوع زیستی کلان

ماداگاسکار ۸۸ میلیون سال پیش از هند جدا شد و پس از آن هیچگاه به خشکیهای دیگر دنیا در اتصال نبوده‌است. این جدایی طولانی باعث شده تا اغلب گیاهان و جانورانش بی‌همتا باشند و در جای دیگری از دنیا پیدا نشوند. در حدود ۹۰ درصد از تمامی گونه‌های گیاهی و جانوری ماداگاسکار بوم‌زاد این جزیره هستند معروفترین آن‌ها لمورها هستند. خانواده‌ای نخستیان با نزدیک به صد گونه متفاوت که فقط در ماداگاسکار وجود دارند. از دیگر جانوران این جزیره آفتاب‌پرست پلنگی است که در بخش‌های شرقی و شمالی ماداگاسکار یافت می‌شود. بیش از ۸۰ درصد از ۱۴٬۸۸۳ گونه گیاهی این جزیره را در هیچ‌جای دیگر جهان نمی‌توان یافت. ازجمله پنج خانواده از گیاهان تنها ویژه ماداگاسکار هستند. این اکولوژی ویژه باعث شده‌است که برخی بوم‌شناسان از ماداگاسکار به عنوان «قاره هشتم» یاد کنند.

## تقسیمات کشوری

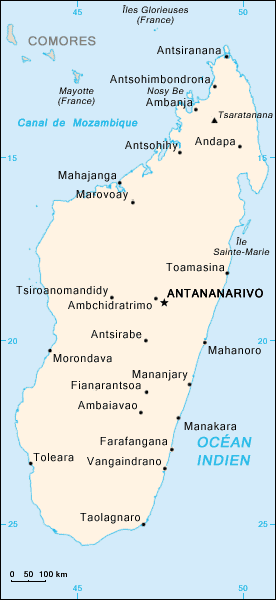
نقشهٔ سیاسی ماداگاسکار

نقشهٔ توپوگرافیک ماداگاسکار

تا سال ۲۰۰۲ میلادی کشور ماداگاسکار از ۶ ایالت تشکیل می‌شد.
1. آنتاناناریوو (Antananarivo)
2. آنسیرانانا (Antsiranana)
3. فیانارانسوا (Fianarantsoa)
4. ماهاجانگا (Mahajanga)
5. تواماسینا (Toamasina)
6. تولیارا (Toliara)

بعد از اینکه در ۴ اکتبر ۲۰۰۲ تغییراتی در تقسیمات اداری و جغرافیایی ماداگاسکار ایجاد شد، ۶ استان سابق این کشور منحل شده و ماداگاسکار از لحاظ جغرافیایی به ۲۲ منطقه تقسیم شد که به ترتیب الفبا عبارتند از: •  آتسیمو-آتسینانانا •  آتسیمو-آندرفانا •  آتسینانانا •  آلائوترا-مانگورو •  آمورونئی مانیا •  آنالامانگا •  آنالانجیروفو •  آندروی •  آنوسی •  ایتاسی •  ایهورومبه •  بتسیبوکا •  بوئنی •  بونگولاوا •  دیانا •  ساوا •  سوفیا •  ملاکی •  منابه •  هائوته ماتسیاترا •  واتوواوی-فیتووینانی •  واکینانکاراترا

## اقتصاد
واحد پول ماداگاسکار، آریاری با واحد جزء (ایرایمبیلانجا) نام دارد. صادرات ماداگاسکار را، قهوه، وانیل، شکر و ادویه‌جات تشکیل می‌دهد. ماداگاسکار از اعضای کشورهای اتحادیهٔ آفریقاست. بر اساس گزارش فائو، بیش از سه چهارم مردم دو منطقه در جنوب غرب و جنوب ماداگاسکار با ناامنی غذایی مواجه هستند که این وضعیت در همواره تشدید شده‌است زیرا محصول ذرت و مانیوک به شدت کاهش یافته‌است و تولید برنج نیز پایین‌تر از سطح عادی است. بیشتر مردم مادگاسکار (۹۳ درصد بنا بر اعلام صندوق بین‌المللی پول) در فقر به سر می‌برند و کمتر از دو دلار در روز درآمد دارند.

## مردم
۹۵٪ نژاد این کشور را مالاگاسی و ۲٪ را فرانسوی تشکیل می‌دهند، همچنین از نظر دین، میزان نفوذ عقاید محلی و بومی ۵۲٪، مسیحیت ۴۱٪، اسلام ۷٪ می‌باشد. زبانهای رسمی ماداگاسکار، مالاگاسی و فرانسوی است.
مهم‌ترین گروه قومی این جزیره یعنی مالاگاسی‌ها از جنوب شرق آسیا آمده‌اند. در این گروه، مهم‌ترین قوم‌ها عبارتند از مرینا، که پیرامون پایتخت سکونت دارند، بتسیمیساراکا، در شمال شرق، و ساکالاوا، در غرب. جمعاً بیش از بیست قوم، تیره، و طایفه در این جزیره زندگی می‌کنند.
از دیدگاه نژادی، مردمان ماداگاسکار ترکیبی هستند از عناصر جنوب آفریقا و جنوب شرقی آسیا. بعدها بازرگانان عرب نیز به شمال ماداگاسکار آمده و اسلام را ترویج کردند.
بخش کوچکی از جمعیت ماداگاسکار نیز از نوادگان مهاجران اروپایی، هندی، کرئولی، قمری، و چینی هستند.
امید به زندگی برای مردان ۶۶/۵ و برای زنان ۶۹/۹ سال است. میانگین سنی مردم ماداگاسکار ۱۹/۶ سال می‌باشد.

## نگارخانه

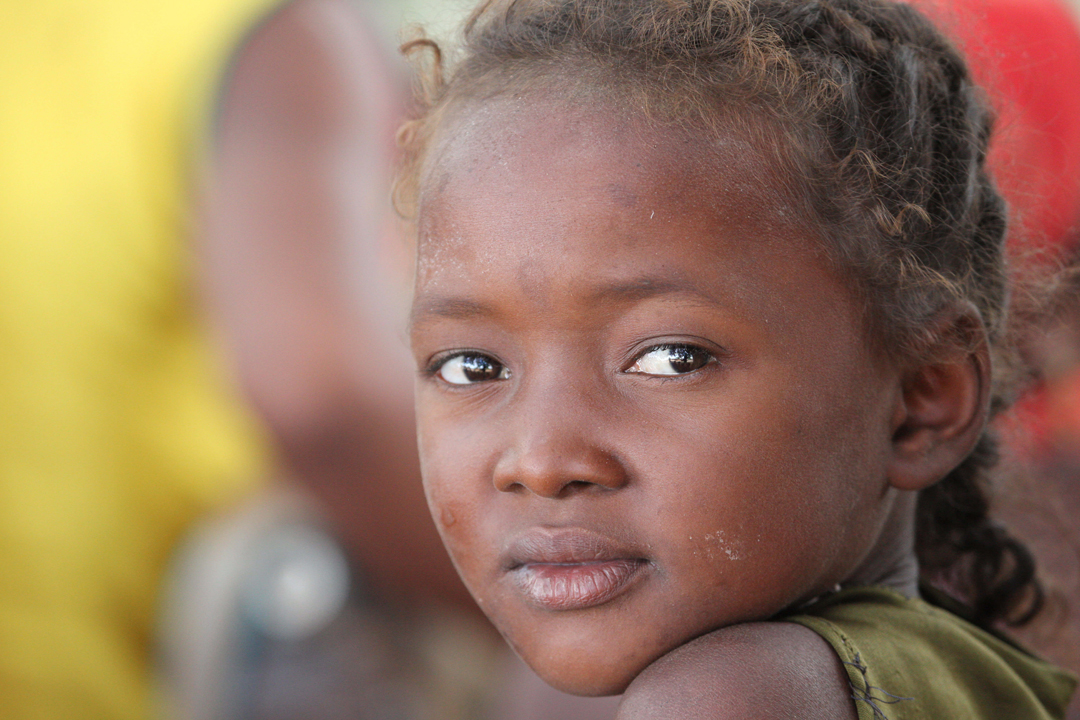
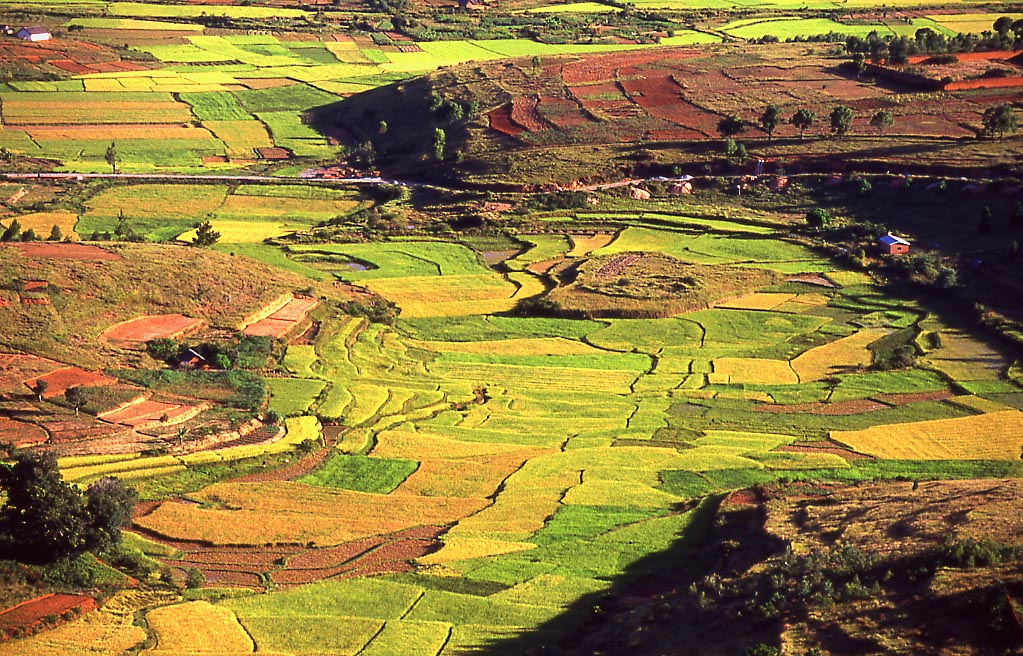
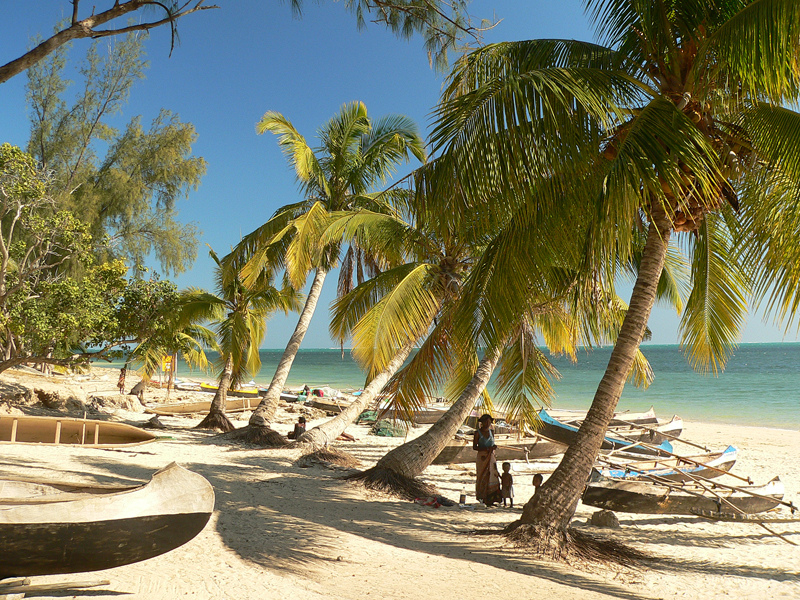
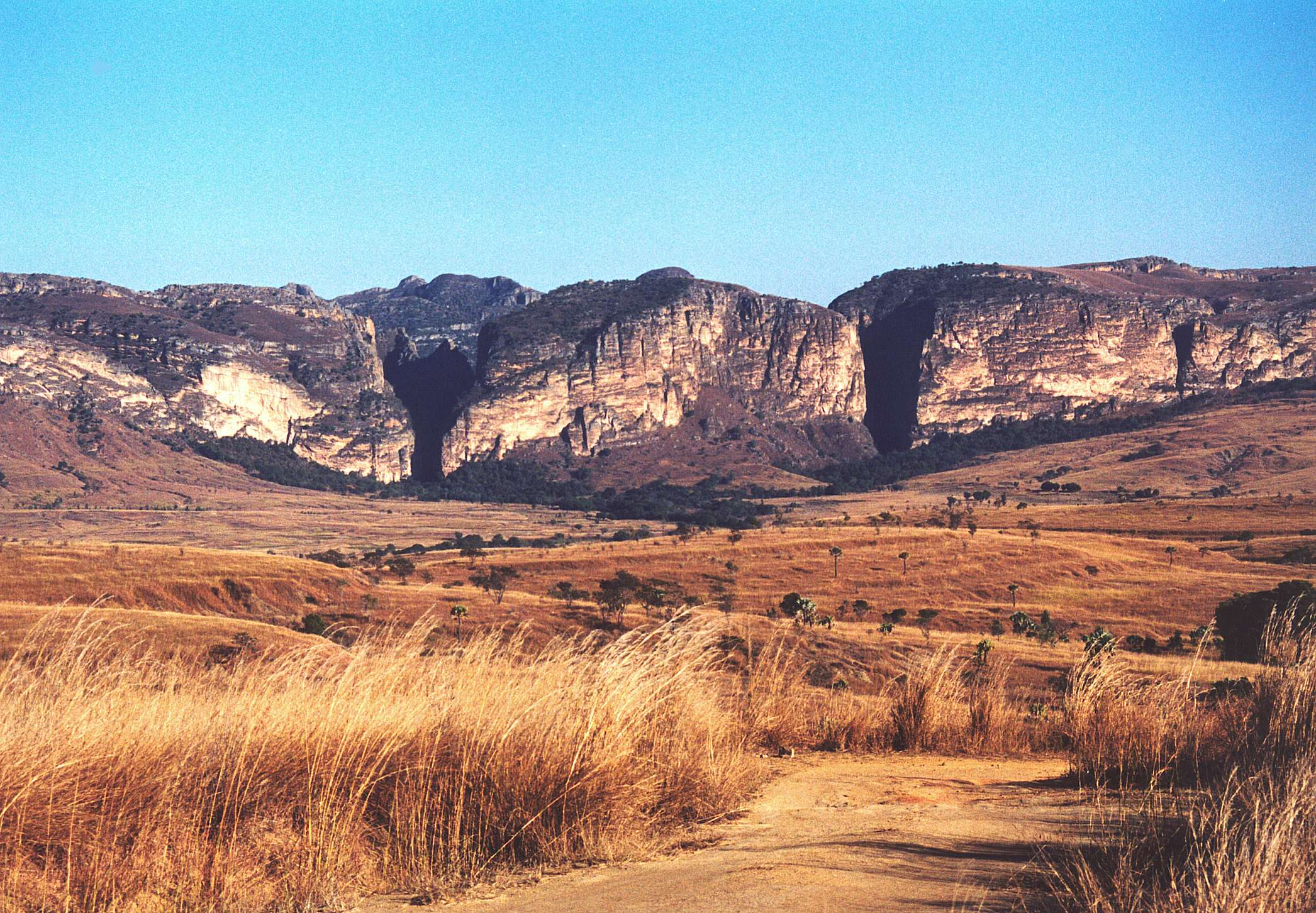
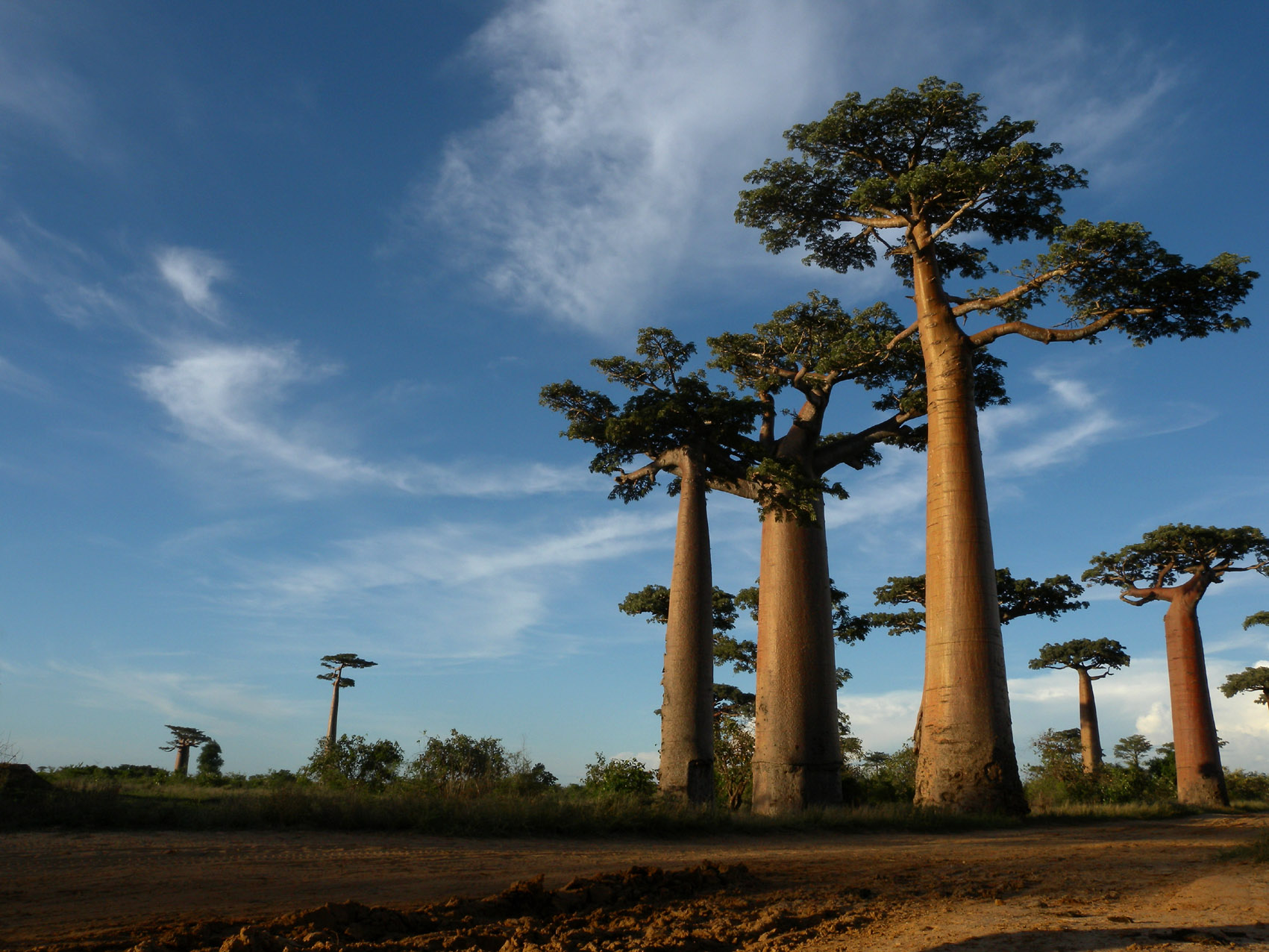
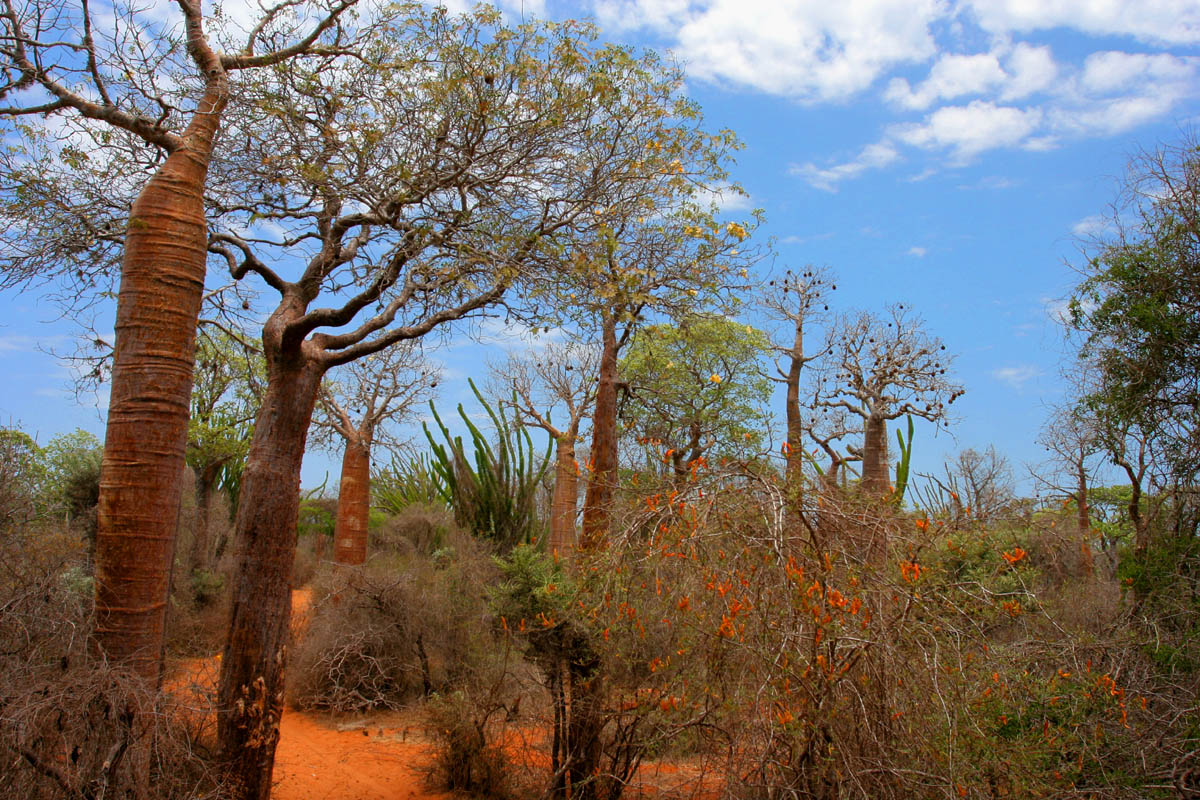
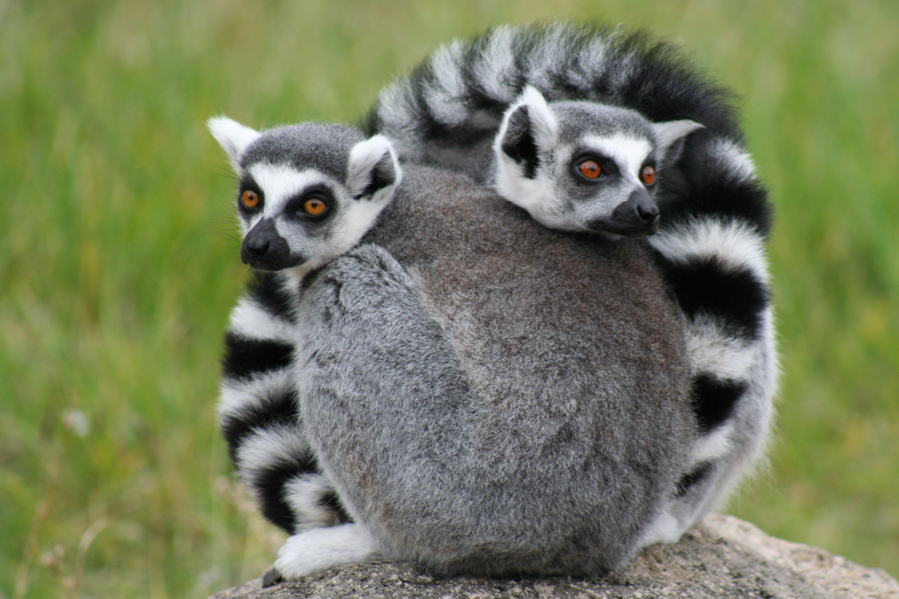
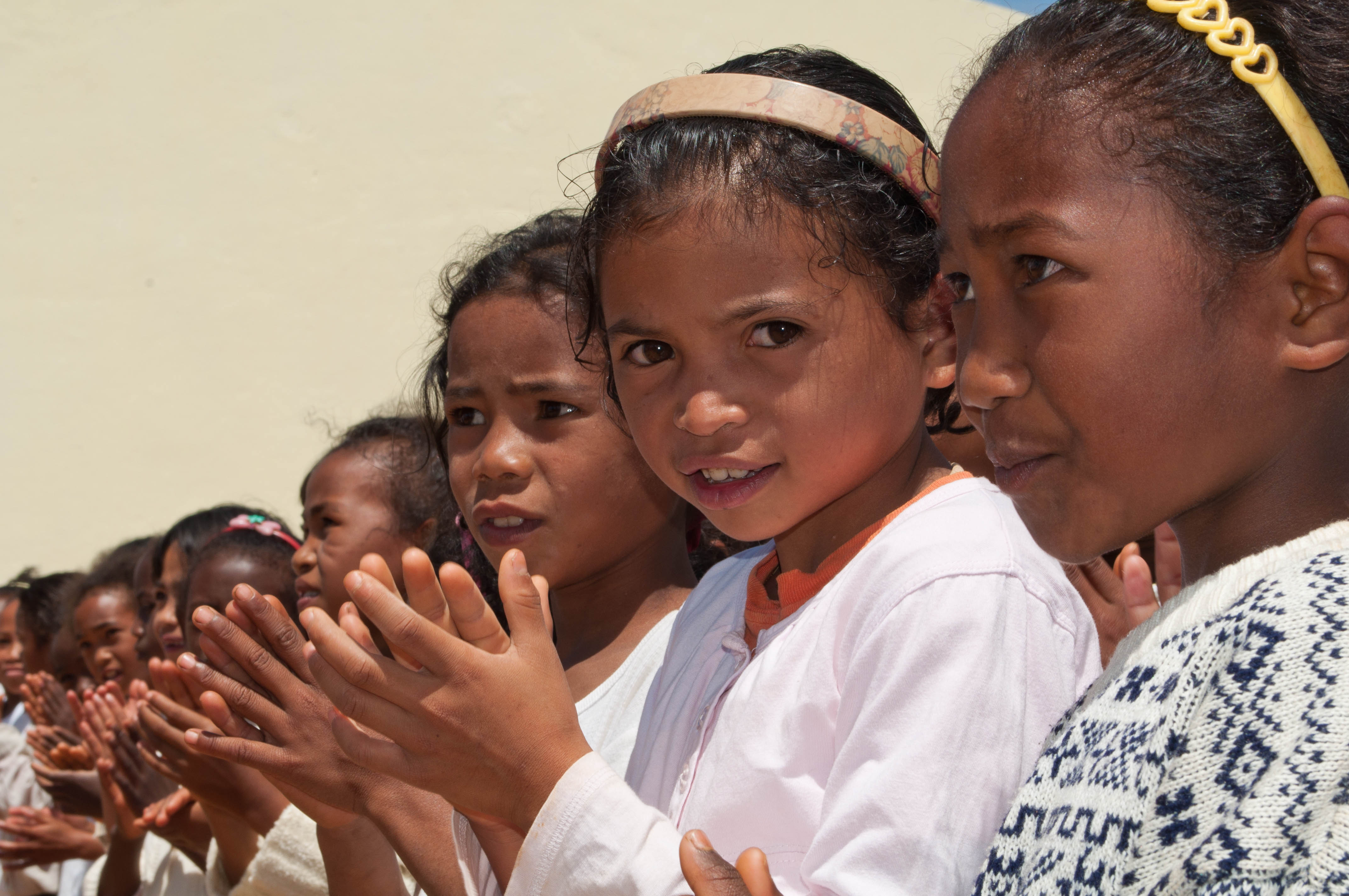
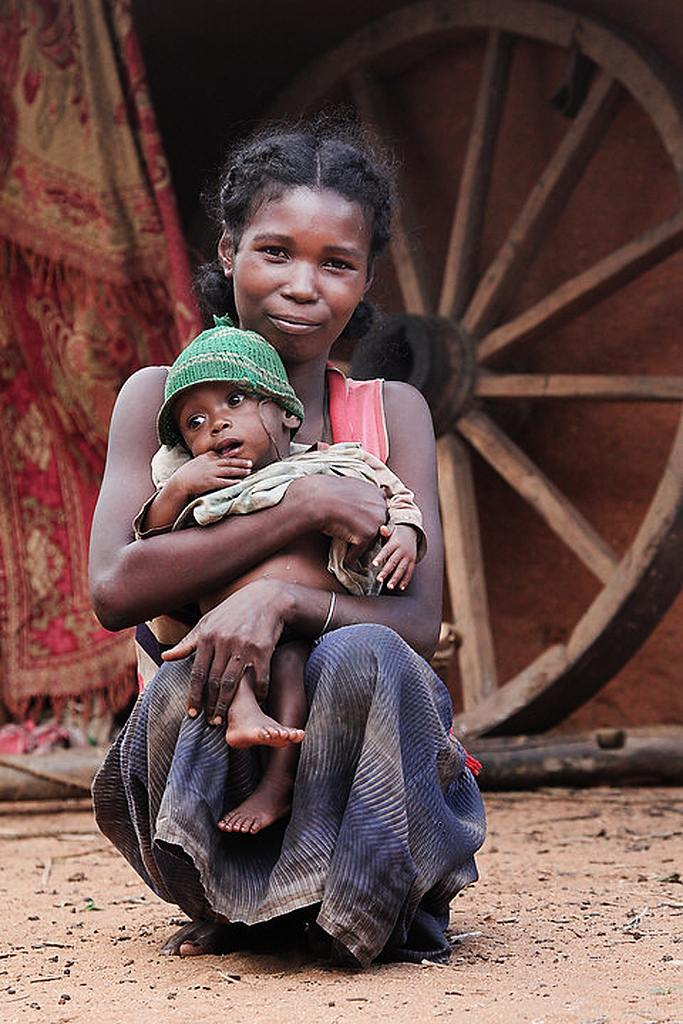